# 孝明世子
孝明世子（ヒョミョンセジャ、こうめいせいし、효명세자、純祖9年8月9日（1809年9月18日） - 純祖30年5月6日（1830年6月25日））は、李氏朝鮮の王世子。諱は旲（ヨン、영）、字は徳寅（ドクイン、とくいん、덕인）、諡は孝明で、廟号は文祖（ムンジョ、ぶんそ、문조）。父は純祖である。

## 生涯
1812年、王世子に冊封され、1819年10月に嘉礼を挙げた。1827年、父・純祖の命により代理聴政をして、安東金氏の勢道政治を牽制し、妻の実家・豊壌趙氏の人物を重用したが、3年後の1830年に没した。享年22（満20歳没）。
息子・憲宗が即位するや翼宗（イクジョン、よくそう、익종）の廟号で追尊し、1899年、高宗が再び文祖翼皇帝（ムンジョ イクファンジェ、ぶんそ よくこうてい、문조 익황제）として追尊した。陵は京畿道九里市仁倉洞にある綏陵（東九陵の一つ）。
清から贈られた諡号は、「康穆王」である。この諡号は、治世中の公式記録から徹底して取り除かれており、『朝鮮王朝実録』、朝鮮国王の行状、『陵誌文』といったほとんど全ての公式記録から取り除かれ、外交文書以外にはほとんど使用されなかった。『朝鮮王朝実録』は、清から諡号を授かった事実を記録するのみで贈られた諡号を記録していない。その理由は、「夷狄」とみなした清からの諡号を恥辱に感じていたからであり、表向きは清に対して朝貢・冊封の事大をおこない、恭順の姿勢を装うが、清に対する反発が拭い難く根付いていた。

## 家族関係
- 父：純祖（1790年 - 1834年）
- 母：純元王后金氏
- 妃：神貞王后趙氏（1808年 - 1890年）
- 子：憲宗（1827年 - 1849年）
- 養子：高宗 26代国王。25代国王の哲宗が後嗣なく薨去すると、妃の神貞王后が自身との間に養子として迎えた。

憲宗は男子を儲けることなく死去し、娘1人（孝明世子からみて孫娘）も夭折したため、子孫はいない。

## 系図
翼宗の親類・近親・祖先の詳細